# Pédipalpe

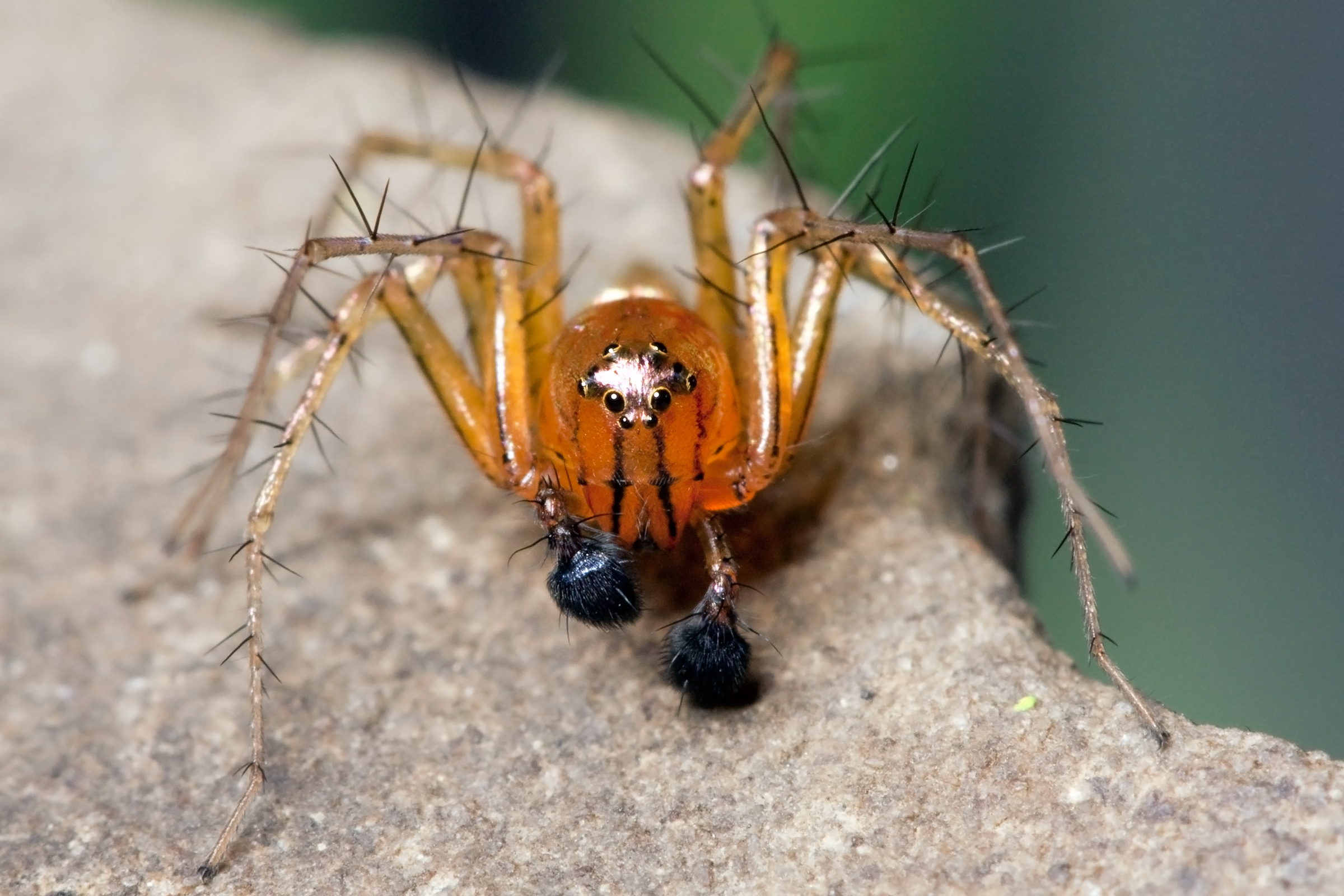
Pédipalpes d'un mâle Oxyopes salticus vu de face.

Les pédipalpes (nom masculin) sont la deuxième paire d'appendices post-oraux parmi les pièces buccales du prosome chez certains chélicériformes (les arachnides et les pycnogonides). Ils sont homologues aux mandibules des crustacés, et correspondent aux mandibules des insectes. Ce sont des appendices comprenant six éléments : la coxa, le trochanter, le fémur, une petite patella, le tibia et le tarse.
Les pédipalpes sont parfois nommés les pattes-mâchoires car ils sont articulés comme une patte et leur base joue un rôle masticateur chez la plupart des espèces. Généralement c'est un synonyme plutôt réservé aux maxillipèdes des crustacés.

## Pédipalpes des scorpions
Les pinces du scorpion ne sont pas des pattes, membres articulés locomoteurs bien que portés également par le prosome, mais sont des pédipalpes. Ce type différent d'appendices évolués chez le scorpion est spécialisé pour la prédation. Les pédipalpes n'ont que rarement un rôle de locomotion, que l'on peut observer chez certaines espèces de l'ordre Solifugae et l'ensemble des espèces de l'ordre Palpigradi.

## Pédipalpes des araignées

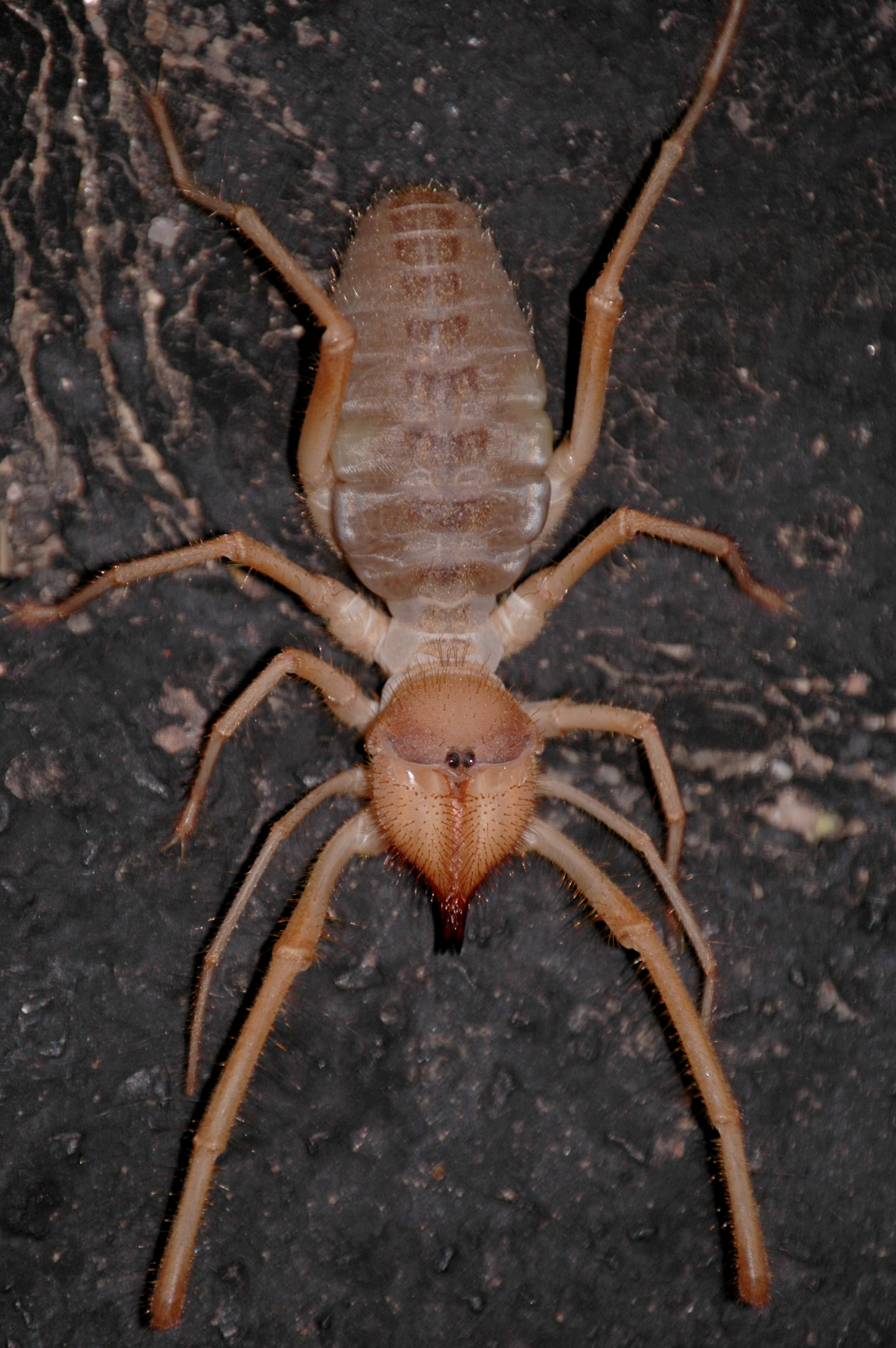
Les solifuges sont dotés d'imposants pédipalpes, si bien qu'ils semblent avoir dix pattes.

Les pédipalpes des araignées ont une segmentation semblable aux pattes sauf pour le tarse qui n'est pas divisé et le prétarse qui n'a pas de griffes latérales. Ils sont terminés chez les mâles par un organe copulateur présentant essentiellement un bulbe qui contient le tube séminifère avec son  réceptaculum séminis. L'examen des pédipalpes est parfois le seul élément qui permet de différencier certaines espèces.
Étrangetés majeures de l'évolution, l'organe copulateur des araignées mâles et le processus de transmission spermatique auquel il participe par son bulbe sont hautement originaux et sans équivalent dans le reste du monde animal.

### Généralités
Comme le prouve sa musculature, l’organe copulateur n’est autre que le segment apical (prétarse) du pédipalpe qui a subi un développement quasi-extravagant alors qu’il se réduit chez la femelle à la seule griffe palpaire. Il est essentiellement constitué par le bulbe copulateur, globuleux ou piriforme qui s’effile à son sommet en un style ou embolus jouant le rôle de pénis et repose sur une alvéole du tarse modifié rappelant par sa forme une cuillère, le cymbium, que complète parfois un paracymbium. Ces deux composants représentent la quasi-totalité de sa structure chez les Araignées Haplogynes et Orthognathes.
Mais l’organe peut être beaucoup plus complexe dans le cas des Entélégynes où il comporte également des pièces chitineuses rigides, les sclérites, ainsi que des parties molles fibro-élastiques, en coussinet extensible, chacune appelée haematodocha. Les sclérites ont des noms particuliers : conducteur qui soutient le style, tegulum, subtegulum, apophyses terminale et médiane, stipes, radix… auxquels s’ajoutent des prolongements variés (apophyses, crochets…) des autres articles du palpe (hanche, fémur, patella, tibia).
Leurs formes et dispositions varient d’un groupe taxonomique à l’autre, y compris entre les espèces d’un même genre ; elles sont ainsi d’une diversité prodigieuse n’ayant d’égale que celle de l’épigyne femelle et, de ce fait, largement utilisée en systématique. Au repos, les haematodochae sont collabées et les pièces chitineuses juxtaposées. Lors de l’accouplement ou par artifice expérimental, les premières deviennent turgescentes sous la pression hémolymphatique, dressant alors les sclérites qui se disjoignent et les faisant saillir, ainsi que l’embolus, au-dessus de la surface de l’organe copulateur.
Le style ou embolus a une disposition très variable et se rattache, d’après Comstock (1912), à deux grands types. Dans le type conné, il n’est pas séparé de la partie moyenne du bulbe et se présente comme un simple prolongement rétréci de ce dernier. Dans le type libre, une ou plusieurs « articulations » mobiles le séparent du reste du bulbe et selon sa forme, il peut se rattacher à 3 sous-types : embolus coniforme, lamelliforme, spiralé. Chez Telema tenella (type conné), il est très court et revêt le curieux aspect d’une apophyse unguiforme, close à l’extrémité, prolongeant un bulbe globuleux très simple, déprimée en « cuillère » au fond de laquelle s’ouvre une fente étroite donnant accès au  receptaculum (Lopez,1980d). Il peut être, au contraire, très allongé (Scytodes, Nephila), parfois démesurément chez certaines Araignées Entélégynes , au point de se présenter alors comme un filament spiral plusieurs fois plus long que le corps du mâle (type libre). De plus, l’embolus peut se rompre durant la copulation et reste bloqué dans l’épigyne femelle de certaines espèces d’Araneidae, notamment celles qui ne présentent pas de dimorphisme sexuel « salivaire » des glandes gnathocoxales. Ainsi "bouche"-t-il les voies génitales et, en tant qu'obturateur embolique structuré, empêche que la femelle ne s'accouple à nouveau ultérieurement.
L’intérêt microscopique des pièces chitineuses palpaires est à peu près nul si on le compare à leur importance morphologique et fonctionnelle soulignée dans l'article « bulbe » par les systématiciens. Faisant donc abstraction des haematodochae et des pièces sclérifiées enveloppantes, les études microscopiques de A. Lopez & al., tant histologiques, qu'ultrastructurales ne concernent que le contenu du bulbe copulateur représenté surtout par un tube séminifère que prolonge dans le style son canal éjaculateur (lien externe). Le tube est lui-même constitué par un réservoir, le receptaculum seminis, avec son corps et son fond ou fundus. Chez les Pholcidae, le réservoir est court, globuleux et ampullaire.